# Philiolaus parasilanus
Philiolaus parasilanus är en fjärilsart som beskrevs av Hans Rebel 1919. Philiolaus parasilanus ingår i släktet Philiolaus och familjen juvelvingar. Inga underarter finns listade i Catalogue of Life.